# Лінійні кораблі класу «Рівендж»
Лінійні кораблі класу «Рівендж», іноді цей клас називають також «Роял Соверін» або клас «Р», являв собою групу з п'яти супердреднотів, побудованих для Королівського флоту в 1910-х роках.

## Історія створення
Всі кораблі були добудовані для проходження служби під час Першої світової війни. Спочатку планувалося побудувати вісім одиниць, але пізніше два кораблі були добудовані як лінійні крейсери типу «Рінаун», а будівництва лінкора, який мав отримати назву HMS Resistance, було повністю скасоване. Конструкція базувалася на конструкції попереднього типу «Куїн Елізабет», але за рахунок зменшення розмірів та швидкості, лінкори мали обійтись дешевше.

## Історія служби
Два кораблі «Рівендж» та «Роял Оук» були вчасно завершені, аби взяти участь у Ютландській битві під час Першої світової війни, де вони вели бій з німецькими лінійними крейсерами. Інші три кораблі були завершені після битви, після якої британський та німецький флоти прийняли більш обережні стратегії, і в результаті інші кораблі не брали участі у морських боях до завершення бойових дій. На початку 20-х років кораблі брали участь у греко-турецькій війні та Громадянській війні у Росії як частина Середземноморського флоту. Вони, як правило, діяли як єдине з'єднання у міжвоєнний період, часто у складі Атлантичного флоту. Всі п'ять представників типу були модернізовані в 1930-х роках, насамперед у напрямі посилення зенітної оборони та обладнання управління вогнем.
Під час Другої світової війни кораблі активно залучалися до бойових дій, хоча на той час вже розглядалися як застарілі. Тому на них покладалися переважно допоміжні обов'язки, такі як супровід конвоїв та забезпечення артилерійської підтримки. «Роял Оук» був потоплений на стоянці у Скапа-Флоу в жовтні 1939 року німецьким підводним човном, ще два інших кораблі цього типу також були торпедовані під час війни. Це «Резолюшн», який був пошкоджений французьким підводним човном режиму Віші біля Дакара в 1940 році, і «Ремілес», атакований японською мінісубмариною на Мадагаскарі в 1943 році. Обидва лінкори уцілили і продовжили службу.
«Роял Соверен» закінчив війну на службі у ВМФ СРСР як Архангельськ, але його повернули Королівському флоту в 1949 році, до того часу три вцілілі однотипні лінкори були вже утилізовані. Того ж року його теж розібрали.